# ゲゲゲの鬼太郎のオールナイトニッポン
ゲゲゲの鬼太郎のオールナイトニッポン（げげげのきたろうのおーるないとにっぽん）は、ニッポン放送の深夜放送オールナイトニッポンの特別番組。なお、この時間帯は本来、ますだおかだのオールナイトニッポンを放送していた。

## パーソナリティ
- 鬼太郎（野沢雅子）
- 目玉のおやじ（田の中勇）
- ねずみ男（大塚周夫）
- 中川翔子（ナビゲーター）

## 放送時間
- 2006年8月11日金曜日 25:00 - 27:00

## 概要
テレビアニメ『ゲゲゲの鬼太郎（第1作）・（第2作）』のDVD-BOX発売を宣伝するための放送で、当時のメインキャストだった3名と大の鬼太郎ファンを自認する中川翔子により、放映当時の裏話や鬼太郎に対する思い入れなど、かなりディープなやり取りが繰り広げられた。
imagineSTUDIOでマスコミ向けに公開収録を行った。

## ラジオドラマ
少年マガジン版第1話『墓場の鬼太郎』『手』
- 鬼太郎（声優:野沢雅子）
- 目玉のおやじ（声優:田の中勇）
- ねずみ男（声優:大塚周夫）
- 吸血鬼ラ・セーヌ（声優:佐野史郎）
- ホテル従業員（声優:中川翔子）
- ナレーション（声優:上柳昌彦）